# Христо Цветанов (химик)
Христо Борисов Цветанов е български учен, химик, член-кореспондент (2004) и впоследствие академик (2015) на Българската академия на науките.

## Биография
Роден е на 4 април 1941 г. в София.
Следва висшето си образование през 1959 – 1962 г. във Висшия химико-технологичен институт (ВХТИ) (днес Химико-технологичен и металургичен университет. За отличен успех получава стипендия да завърши висшето си образования в Държавния университет по нефт и газ „И. М. Губкин“ в Москва по специалността „Органичен и нефтохимичен синтез“. Правил е специализации и в Германия като Хумболтов стипендиант.
След завръщането си от Москва през 1965 г. започва работа като научен сътрудник в секция „Химия на високо молекулните съединения“ към Института по органична химия при БАН, ръководена от проф. Иван Панайотов. През 1973 г. секцията добива статут на самостоятелно звено – Централна лаборатория по полимери, преименувано през 1989 г. в Институт по полимери при БАН.
Цветанов последователно преминава през всички научни степени и звания, като става доктор на химическите науки през 1987 г. и ст.н.с. I степен (професор) през 1988 г. Заемал е постовете научен секретар (1982 – 1988), заместник-директор, и.д. директор, председател на Научния съвет на Института по полимери; дългогодишен ръководител е на лаборатория „Полимеризационни процеси“ (от 1990).
Христо Цветанов е член-кореспондент на БАН от 2004 г., а от 2015 г. е академик. Научен ръководител на над 13 докторанти. Автор и съавтор на над 185 научни труда с над 3200 цитата и съавтор на 22 авторски свидетелства и 6 патента.
Чете лекции в САЩ като гост-професор по програмата „Фулбрайт“, гост-професор в Техническия университет в Дрезден, Католическия университет в Льовен, Университета на Байройт (Германия), Университета на щата Ню-Йорк (филиал в Сиракюз, САЩ) и Центъра за полимери и въглеродни материали в Забже при Полската академия на науките (Полша). Получавал е осем пъти покани от Нобеловия комитет по химия за номиниране на лауреати на Нобеловата награда за химия.

## Научни приноси
По-важните научни приноси на академик Христо Цветанов са следните:
- Изясняване на механизма на анионната полимеризация;
- Приноси в областта на УВ омрежването на водоразтворими полимери, водещо до получаването на хидро- и криогелове и омрежени полимерни фолии.
- Концепция за синтез и използване на макромолекули, включващи едновременно два или повече участъка (сегменти), които реагират по различен начин на незначителни промени в околната среда.
- Оригинален метод за синтез на кухи полимерни наночастици (нанокапсули) с помощта на термочувствителна полимерна „матрица“, позволяващ капсулиране на биологично активни съединения във водна среда при меки условия с перспективи за приложение в медицината.[2]

## Отличия
През 2013 г. Христо Цветанов (тогава член-кореспондент) е удостоен с най-високото отличие на БАН – почетния знак „Марин Дринов“ на лента за значителни научни постижения.